# Броуді Мелоун
Броуді Мелоун (нар. 7 січня 2000, Джонсон-Сіті (Теннессі), Сполучені Штати Америки)— американський гімнаст. Семиразовий чемпіон Національної асоціації студентського спорту. Учасник Олімпійських ігор в Токіо, Японія.

## Біографія
Народився в родині Джона та Трейсі Мелоун. Має двох молодших братів, Купера та Тайлера, та сестру Брайлі. Мати померла від раку в 2012 році. Мачуха Лінн Джонсон померла від аневризми в 2019 році.
Після завершення Тріонської старшої школи у 2018 році навчається в Стенфордському університеті, тренується у Тома Гліємі.
Зіткнувся з негативною реакцією в соціальних мережах після оприлюднення фотографій 2019 року з Білого дому, де під час святкування перемоги в університетській лізі 2019 року разом з членами Стенфордської команди вдягнув краватку на підтримку Дональда Трампа.

## Спортивна кар'єра
Спортивною гімнастикою почав займатися у трирічному віці через значну активність. До 12 років паралельно відвідував секцію бейсболу.

#### 2021
На олімпійських випробовуваннях здобув перемогу в багатоборстві з результатом 171,600 балів, випередивши найближчого суперника Юла Молдауера на 3,000 бали. Відібрався до команди США на Олімпійських іграх в Токіо, Японія.

## Результати на турнірах
| Рік  | Змагання                   | КБ | ІБ | Вільні вправи | Кінь | Кільця | Опорний стрибок | Паралельні бруси | Перекладина |
| ---- | -------------------------- | -- | -- | ------------- | ---- | ------ | --------------- | ---------------- | ----------- |
| 2019 | Панамериканські ігри       | 2  | 5  |               | 4    |        |                 | 5                |             |
| 2020 | Зимовий кубок              |    | 3  |               |      |        |                 |                  |             |
| 2021 | Чемпіонат США              |    | 1  |               | 4    | 2      | 1               |                  | 2           |
| 2021 | Олімпійські випробовування |    | 1  | 2             | 6    | 2      | 6               | 3                | 1           |
| 2021 | Олімпійські ігри           | 4  | 10 | 39            | 28   | 19     |                 | 29               | 4           |
| 2021 | Чемпіонат світу            |    |    |               |      |        |                 |                  | 3           |
| 2022 | Кубок світу в Коттбусі     |    |    |               | 3    | 6      |                 | 3                | 1           |
| 2022 | Чемпіонат NCAA             | 1  | 2  | 3             | 1    | 7      | 9               | 34               | 1           |
| 2022 | Панамериканський чемпіонат | 1  |    |               |      |        |                 |                  | 1           |
| 2022 | U.S. Classic               |    | 1  | 4             | 3    | 2      | 9               | 3                | 1           |
| 2022 | Чемпіонат США              |    | 1  | 1             | 2    | 7      | 8               | 5                | 1           |
| 2022 | Кубок виклику в Парижі     |    |    | 21            | 11   | 5      |                 | 2                | 1           |
| 2022 | Чемпіонат світу            | 5  | 4  | 84            | 27   | 23     |                 | 36               | 1           |
| 2024 | Олімпійські ігри           | 3  |    |               |      |        |                 |                  |             |